# 정선초등학교 가수분교
정선초등학교 가수분교는 대한민국 강원특별자치도 정선군에 있는 초등학교다.

## 학교 연혁
- 1937.09.02 정선공립보통학교 부설 가수간이학교 개교식 거행(설립인가 8월 20일)
- 1945.06.30 가수공립국민학교로 승격
- 1989.03.01 귤암분교장 편입
- 1991.03.01 정선국민학교 가수분교로 편입
- 1996.09.01 정선초등학교 가수분교로 개칭
- 2007.03.02 3학급 편제(18명)
- 2009.03.02 2학급 편제
- 2013.02.14 제98회 졸업식(2명)
- 2013.03.04 3학급 편제